# Бакс (Франция)
Бакс (фр. Bax, окс. Vaths) — коммуна во Франции, находится в регионе Юг — Пиренеи. Департамент — Верхняя Гаронна. Входит в состав кантона Рьё-Вольвестр. Округ коммуны — Мюре.
Код INSEE коммуны — 31047.

## География
Коммуна расположена приблизительно в 640 км к югу от Парижа, в 45 км к югу от Тулузы.
По территории коммуны протекают небольшие реки Бернес (фр. Bernès) и Камедон.

## Климат
Климат умеренно-океанический. Зима мягкая и снежная, весна характеризуется сильными дождями и грозами, лето сухое и жаркое, осень солнечная. Преобладают сильные юго-восточные и северо-западные ветры.

## Население
Население коммуны на 2010 год составляло 83 человека.
| 1962 | 1968 | 1975 | 1982 | 1990 | 1999 | 2010 |
| ---- | ---- | ---- | ---- | ---- | ---- | ---- |
| 95   | 70   | 80   | 50   | 65   | 81   | 83   |

## Экономика
В 2010 году среди 63 человек трудоспособного возраста (15—64 лет) 44 были экономически активными, 19 — неактивными (показатель активности — 69,8 %, в 1999 году было 66,0 %). Из 44 активных жителей работали 42 человека (23 мужчины и 19 женщин), безработных было 2 (1 мужчина и 1 женщина). Среди 19 неактивных 7 человек были учениками или студентами, 5 — пенсионерами, 7 были неактивными по другим причинам.

## Фотогалерея

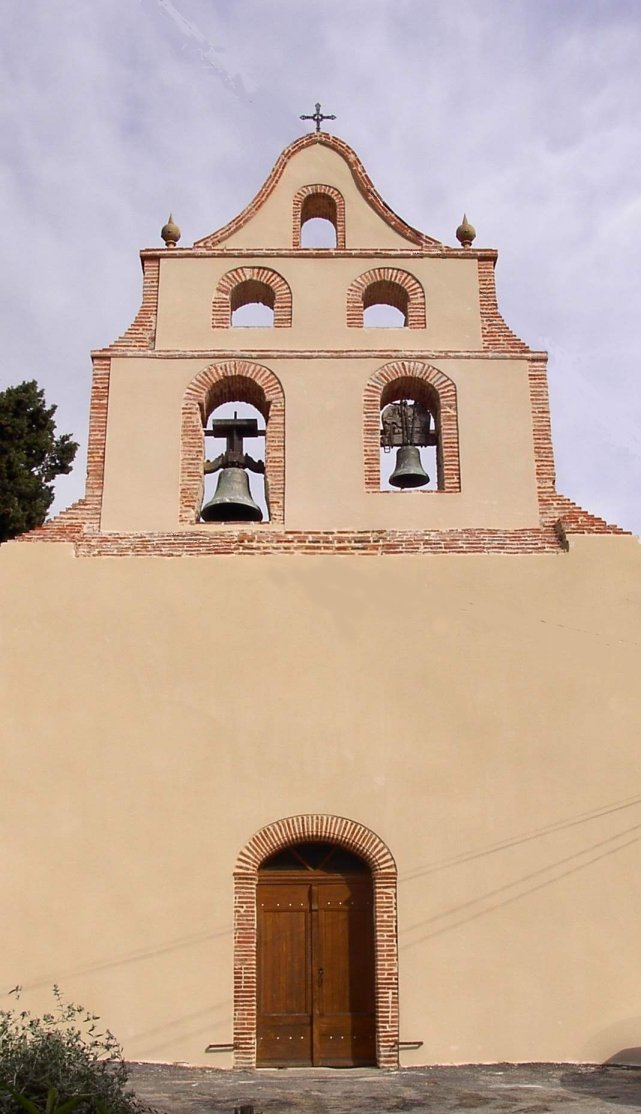
Церковь Св. Ферреола
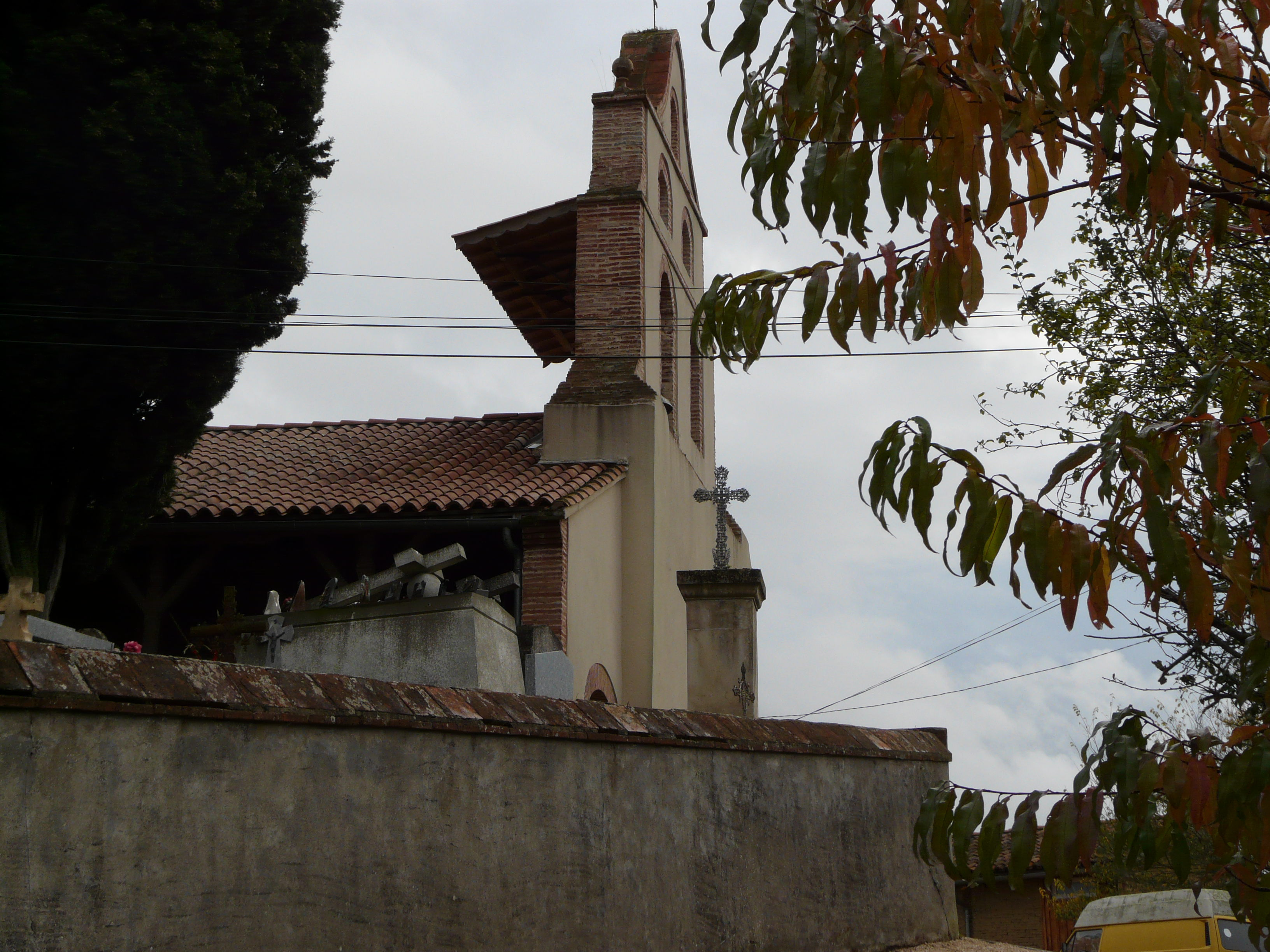
Церковь Св. Ферреола
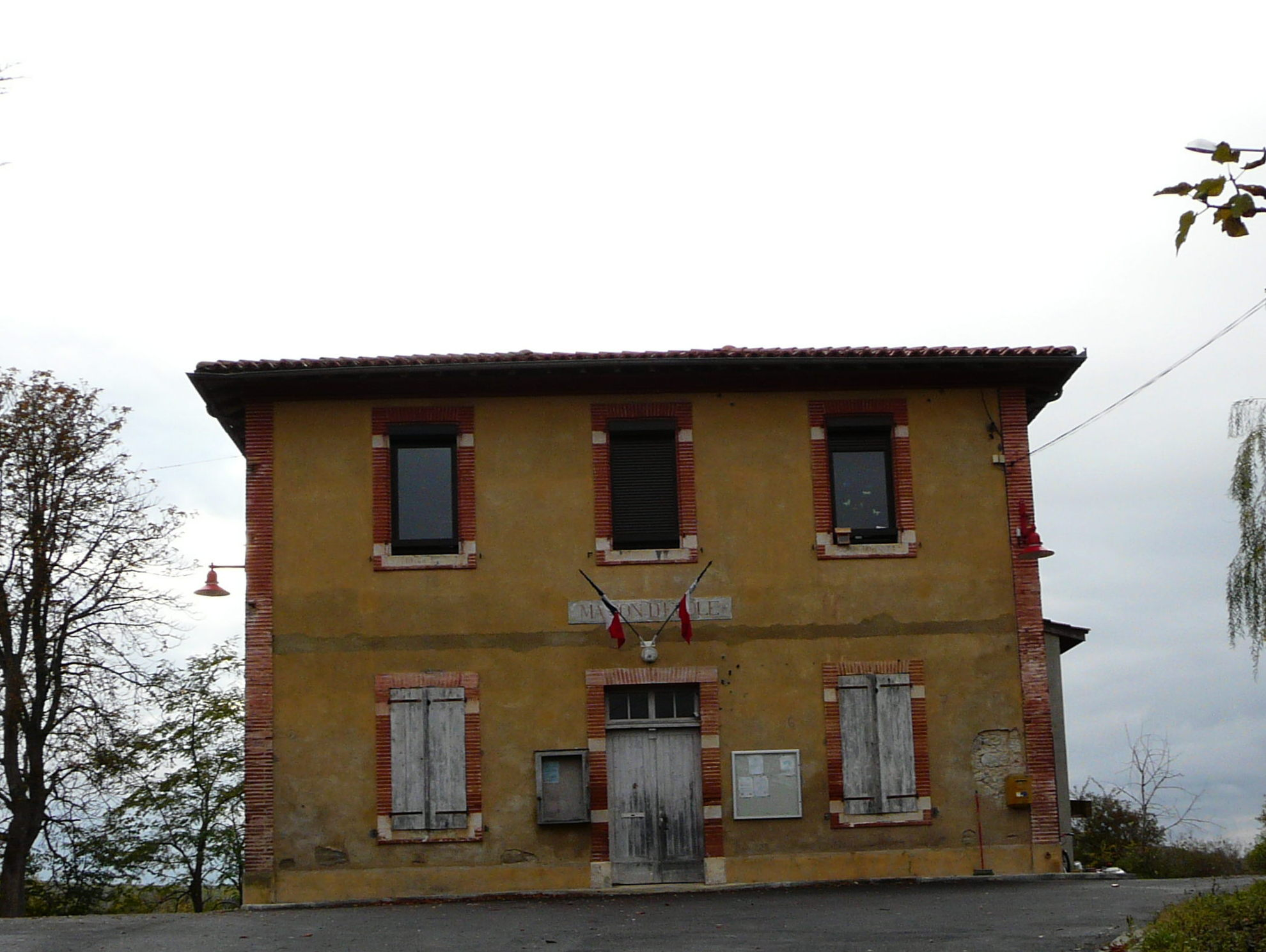
Мэрия
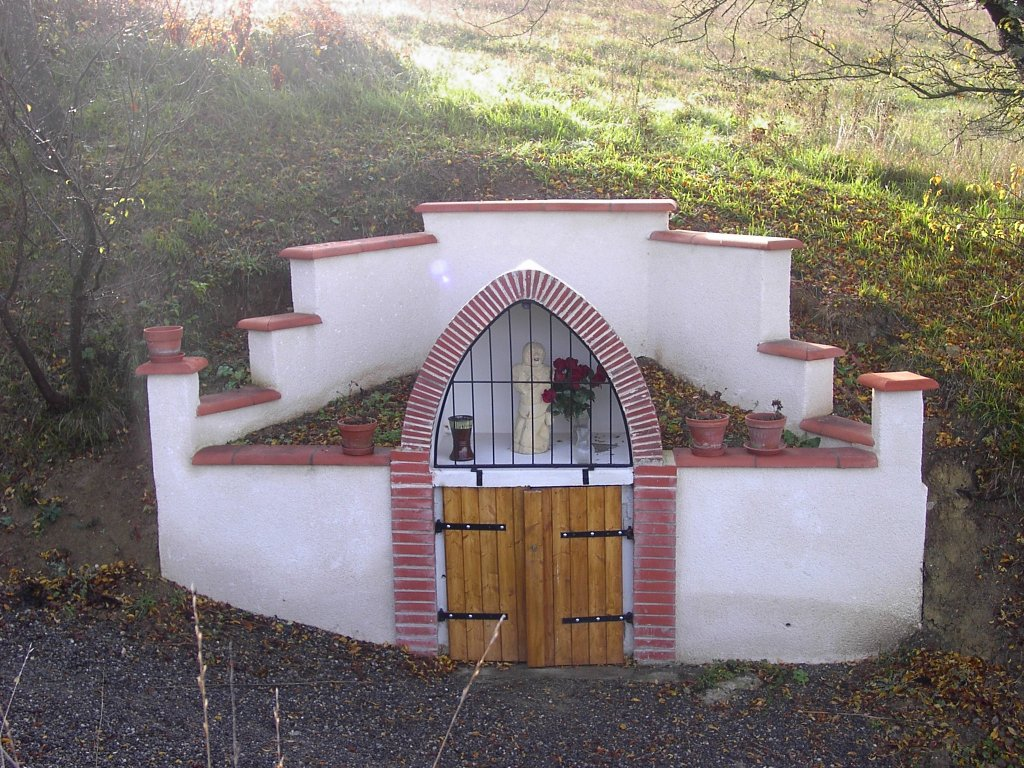
Источник Св. Ферреола
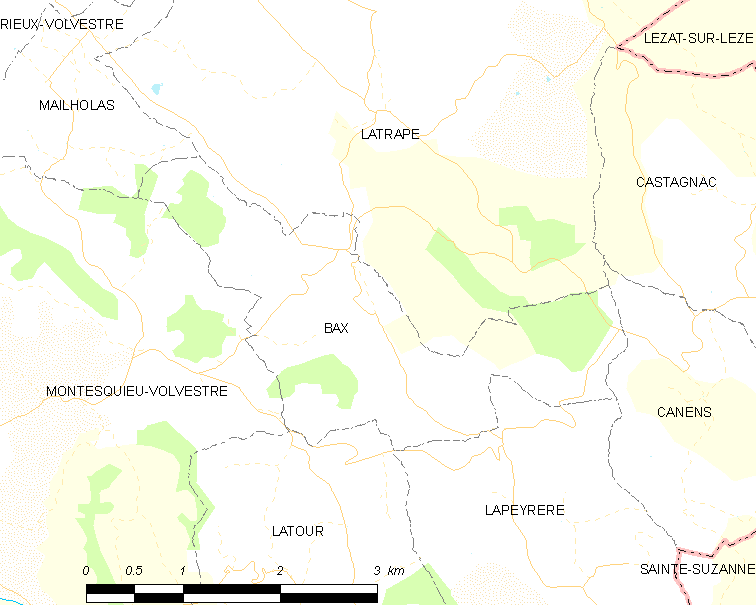
Карта коммуны